# 阿德莱·史蒂文森一世
阿德莱·E·史蒂文森（英語：Adlai Ewing Stevenson，1835年10月23日—1914年6月14日），美国政治家，1893年至1897年第23届美国副总统，曾担任伊利诺伊州联邦众议员，后在格罗弗·克利夫兰总统政府中领导美国邮政总局。他是后来伊利诺伊州州长阿德莱·史蒂文森二世的祖父。

## 外部連結
- Adlai Stevenson I的作品  - 古騰堡計劃
- 互联网档案馆中阿德莱·史蒂文森一世的作品或与之相关的作品
- Chisholm, Hugh (编). .  (第11版). London: Cambridge University Press. 1911.
- 阿德莱·史蒂文森一世－美國國會國家人物傳記大辭典